# Natalie (вебсайт)
Natalie (яп. ナタリー, Natarī) — японський розважальний новинний вебсайт, запущений 1 лютого 2007 року. Він належить компанії Natasha, Inc. Назва вебсайту походить від однойменної пісні іспанського співака Хуліо Іглесіаса. Natalie постачає новини для таких провідних японських порталів та соціальних мереж як Mobage Town, GREE, Livedoor, Excite, Mixi, та Yahoo! Японія. Станом на лютий 2017 сторінка порталу у Твітері мала більше 1 500 000 підписників і займала трете місце серед сторінок японських медіа-компаній, поступаючись лише сторінкам Майніті Сімбун та Асахі Сімбун.

## Історія
Компанія Natasha, Inc., контент-провайдер, була заснована в грудні 2005 року, стала компанією з обмеженою відповідальністю в лютому 2006 року та стала кабусікі-ґайся в січні 2007 року.
1 лютого 2007 року Natasha, Inc. відкрила власний новинний вебсайт Natalie, названий на честь пісні «Nathalie» Хуліо Іглесіаса. Він був присвячений виключно музичним новинам і створювався з ідеєю щоденного оновлення, чого не могли зробити газети. Вебсайт також пропонував необов'язкову реєстрацію, яка дозволяла коментувати статті новин і створювати список до 30 виконавців, щоб отримувати повідомлення про новини.
Natalie швидко зростав, відкривши 25 грудня 2008 року субсайт новин про манґу Comic Natalie (яп. コミックナタリー) і 5 серпня 2009 року субсайт новин про коміків Owarai Natalie (яп. お笑いナタリー).
1 серпня 2012 року було відкрито магазин товарів культурного призначення Natalie Store (яп. ナタリーストア), 23 березня 2015 року — субсайт новин про кіно Eiga Natalie (яп. 映画ナタリー), а також субсайт театральних новин Stage Natalie (яп. ステージナタリー), 2 лютого 2016. 18 травня 2011 року вони також відкрили субсайт із новинами про закуски, Oyatsu Natalie (яп. おやつナタリー), але він проіснував недовго й закрився 31 серпня того ж року.

## Управління
Засновником і виконавчим директором компанії Natasha, Inc. є Такуя Ояма. Він також є головним редактором сайту музичних новин. Станом на 2008 рік директором правління та головним редактором Comic Natalie був Ген Каракі, також басист таких артистів, як Speed, Ram Rider, Haruko Momoi та Nana Katase.

## Критика
За даними медіа-видання IT Media News, хоча музичний веб-сайт Natalie містить багато інформації для хардкорних шанувальників, матеріал надто докладний, і читачі лише побіжно бачать його зміст.